# Galo Gómez
Galo Gómez Ogalde (Concepción, Chile, 1961-Ciudad de México, 20 de febrero de 1999) fue un periodista y escritor que falleció en un accidente automovilístico.

## Biografía
Autor de Días de coraje (Editorial Grijalbo, México, 1999), se desempeñó en varias publicaciones mexicanas, entre ellas la revista Milenio y el diario Reforma. Fue jefe de informaciones en Sudamérica de Notimex, la agencia de noticias del Estado mexicano, en Santiago de Chile.
Es el único periodista que logró entrevistar al fallecido jefe de las Fuerzas Armadas Revolucionarias de Colombia (FARC), Manuel Marulanda, alias “Tirofijo”, diálogo que se encuentra publicado en “Días de Coraje”.
- Datos: Q5640545